# 羅應斗
羅應斗（1558年—1620年代），字光射，號巍岡，浙江寧波府慈谿縣人，明朝政治人物。萬曆丙戌進士，官至大名府知府。

## 生平
萬曆十三年（1585年）乙酉科浙江鄉試，羅應斗中式第二十八名舉人。萬曆十四年（1586年），聯捷丙戌科会试二百二名，廷试二甲四十七名進士。通政司观政，授職工部主事，在部属革除濫用不稱職人員之弊政。萬曆二十年（1591年）遷任郎中，出官河南知府，因病告歸，家居十載。
萬曆二十九年（1601年），神宗採納廷議，起用羅應斗擔任直隸大名府知府。羅應斗上任即約束僚屬，威懾盜賊，方得人倚重之時，卻再次因病掛印去職。回鄉生活簡樸，布衣蔬食，二十年後卒。

## 痼疾
《萬曆野獲編》載，羅應斗素來身體強壯，然而只要堂皇端坐，就眩暈欲死。由部屬出為知府時即因此病去職，十幾年後重獲起用，剛剛到任，舊病復發，又只得掛冠，令人無奈。

## 家族
曾祖父羅鉉，府經歷；祖父羅洪，鄧州知州；父親羅汝學，庠生。母葉氏；繼母聞氏。慈侍下。兄應魁、應璧，俱庠生。弟應元、應星、應軫、應科、應乾（庠生）。羅應斗任職工部主事之後，接繼母到京邸养老。